# Abiodun
Abiodun, död 1789, var alaafin, monark, i Oyoriket mellan 1770 och 1789.